# Dragoslav Stepanović
Dragoslav Stepanović (en serbi: Драгослав Степановић, 30 d'agost de 1948) fou un futbolista serbi de la dècada de 1970 i entrenador.
Fou 34 cops internacional amb la selecció iugoslava.
Pel que fa a clubs, defensà els colors de l'OFK Beograd, Estrella Roja de Belgrad, Eintracht Frankfurt, Wormatia Worms i Manchester City FC.
Com a entrenador dirigí nombrosos clubs europeus com Eintracht Frankfurt, Bayer Leverkusen, Athletic Club, FK Čukarički, i FK Vojvodina.